# マリオ・エッギマン
マリオ・エッギマン（Mario Eggimann、1981年1月24日 - ）は、スイス・ブルック出身の元サッカー選手。ポジションはディフェンダー。

## 経歴

### クラブ
スイスのサッカークラブ、FCアーラウの下部組織出身。1989年に下部組織に入り、1998年にアーラウでプロデビュー。2002年にはドイツのカールスルーエSCに移籍。2006-07シーズンには、キャプテンとしてブンデスリーガ2部優勝に貢献。2008年3月、ハノーファー96へ移籍。2013年5月には1.FCウニオン・ベルリンへの移籍が決定した。

### 代表
また、スイス代表では、U-21スイス代表でキャプテンを務め、2007年にA代表デビュー。2010 FIFAワールドカップのスイス代表メンバーにも選出された。

## 人物
プライベートでは2008年2月20日に初めての子供が誕生した。

## 代表歴

### 出場大会
- スイス代表
  - 2010 FIFAワールドカップ

### 試合数
- 国際Aマッチ 10試合 0得点（2007年-2010年）[2]

| スイス代表 | 国際Aマッチ | 国際Aマッチ |
| 年         | 出場        | 得点        |
| ---------- | ----------- | ----------- |
| 2007       | 3           | 0           |
| 2008       | 5           | 0           |
| 2009       | 0           | 0           |
| 2010       | 2           | 0           |
| 通算       | 10          | 0           |